# Osmia niveocincta
Osmia niveocincta är en biart som beskrevs av Pérez 1879. Osmia niveocincta ingår i släktet murarbin, och familjen buksamlarbin. Inga underarter finns listade i Catalogue of Life.